# The Aeroplane Flies High
The Aeroplane Flies High ist ein fünfteiliges Boxset, das 1996 von der amerikanischen Alternative-Rock-Band The Smashing Pumpkins veröffentlicht wurde. Es enthält die erweiterten Versionen der fünf Singles aus dem Doppelalbum Mellon Collie and the Infinite Sadness sowie ein 44-seitiges Booklet mit Bildmaterial und schriftlichen Aufzeichnungen von Billy Corgan sowie die Songtexte der Stücke.
Als limitierte Edition erreichte die Box Platz 42 in den Billboard-Charts und verkaufte sich rund 300.000 Mal (insgesamt 1,5 Millionen Tonträger), was der Veröffentlichung einen Platinstatus einbrachte. Ursprünglich war die Veröffentlichung auf 200.000 Exemplare limitiert. Aufgrund der überwältigenden und unerwarteten Nachfrage produzierte Virgin Records mehr, nachdem die ursprüngliche Auflage ausverkauft war. Das Album wurde 2013 unter Aufsicht von Frontmann Billy Corgan remastert und anschließend auf Vinyl und als CD / DVD-Box neu aufgelegt.

## Titelliste
| CD 1: Bullet with Butterfly Wings |                             |                                                       |                              |       | |
| Nummer                            | Titel                       | Autor                                                 | Gesang                       | Länge | Anmerkung |
| 1                                 | Bullet with Butterfly Wings | Billy Corgan                                          | Billy Corgan                 | 4:16  | |
| 2                                 | ...Said Sadl                | James Iha                                             | James Iha & Nina Gordon      | 3:09  | |
| 3                                 | You're All I've Got Tonight | Ric Ocasek                                            | Billy Corgan                 | 3:10  | The-Cars-Cover (Original 1978)                                                                                |
| 4                                 | Clones (We're All)          | David Carron                                          | Billy Corgan                 | 2:43  | Alice-Cooper-Cover (Original 1980)                                                                            |
| 5                                 | A Night Like This           | Robert Smith                                          | James Iha                    | 3:36  | The-Cure-Cover (Original 1989)                                                                                |
| 6                                 | Destination Unknown         | Dale Bozzio/Terry Bozzio/Warren Cuccurullo            | Billy Corgan                 | 4:14  | Missing-Persons-Cover (Original 1982)                                                                         |
| 7                                 | Dreaming                    | Debbie Harry, Chris Stein                             | Darcy Wretzky & Billy Corgan | 5:11  | Blondie-Cover (Original aus dem Jahr 1979)                                                                    |
| CD 2: 1979                        |                             |                                                       |                              |       | |
| 1                                 | 1979                        | Billy Corgan                                          | Billy Corgan                 | 4:28  | |
| 2                                 | Ugly                        | Billy Corgan                                          | Billy Corgan                 | 2:52  | |
| 3                                 | The Boy                     | James Iha                                             | James Iha                    | 3:04  | |
| 4                                 | Cherry                      | Billy Corgan                                          | Billy Corgan                 | 4:02  | |
| 5                                 | Believe                     | James Iha                                             | James Iha                    | 3:15  | Wurde auf der B-Seiten-Kompilation Judas- O verwendet.                                                        |
| 6                                 | Set The Ray To Jerry        | Billy Corgan                                          | Billy Corgan                 | 4:10  | |
| CD 3: Zero                        |                             |                                                       |                              |       | |
| 1                                 | Zero                        | Billy Corgan                                          | Billy Corgan                 | 2:39  | |
| 2                                 | God                         | Billy Corgan                                          | Billy Corgan                 | 3:09  | |
| 3                                 | Mouths of Babes             | Billy Corgan                                          | Billy Corgan                 | 3:46  | |
| 4                                 | Tribute to Johnny           | Billy Corgan/James Iha                                | Instrumental                 | 2:34  | |
| 5                                 | Marquis in Spades           | Billy Corgan                                          | Billy Corgan                 | 3:17  | |
| 6                                 | Pennies                     | Billy Corgan                                          | Billy Corgan                 | 2:28  | |
| 7                                 | Pastichio Medley            | Billy Corgan/James Iha/Darcy Wretzky/Jimmy Chamberlin | Instrumental                 | 23:00 | Medley-Zusammenschnitt aus mehreren Riffs aus der Siamese Dream und MCIS-Ära (s.unten)                        |
| CD 4: Tonight, Tonight            |                             |                                                       |                              |       | |
| 1                                 | Tonight, Tonight            | Billy Corgan                                          | Billy Corgan                 | 4:15  | |
| 2                                 | Meladori Magpie             | Billy Corgan                                          | Billy Corgan                 | 2:41  | |
| 3                                 | Rotten Apples               | Billy Corgan                                          | Billy Corgan                 | 3:02  | |
| 4                                 | Jupiter’s Lament            | Billy Corgan                                          | Billy Corgan                 | 2:30  | |
| 5                                 | Medellia of the Gray Skies  | Billy Corgan                                          | Billy Corgan                 | 3:11  | |
| 6                                 | Blank                       | Billy Corgan                                          | Billy Corgan                 | 2:54  | |
| 7                                 | Tonite Reprise              | Billy Corgan                                          | Billy Corgan                 | 2:40  | Auf der 3 LP Vinyl-Edition von MCIS enthalten                                                                 |
| CD 5: Thirty-three                |                             |                                                       |                              |       | |
| 1                                 | Thirty-three                | Billy Corgan                                          | Billy Corgan                 | 4:10  | |
| 2                                 | The Last Song               | Billy Corgan                                          | Billy Corgan                 | 3:55  | |
| 3                                 | The Aeroplane Flies High    | Billy Corgan                                          | Billy Corgan                 | 8:31  | |
| 4                                 | Transformer                 | Billy Corgan                                          | Billy Corgan                 | 3:25  | |
| 5                                 | The Bells                   | James Iha                                             | James Iha                    | 2:17  | |
| 6                                 | My Blue Heaven              | Walter Donaldson/George A. Whiting                    | Billy Corgan                 | 3:20  | Ein Popsong aus dem Jahre 1924, mit dem Paul Whiteman und Gene Austin beide 1927 einen Nummer-eins-Hit hatten |

#### Das Pastichio Medley
Das Pastichio Medley ist ein Zusammenschnitt von Riffs aus verschiedenen Stücken, die nach der Veröffentlichung von Siamese Dream und vor der Fertigstellung von Mellon Collie and the Infinite Sadness aufgenommen wurden. Es enthält folgende Stücke: The Demon, Thunderbolt, Dearth, Knuckles, Star Song, Firepower, New Waver, Space Jam, Zoom, So Very Sad About Us, Phang, Speed Racer, The Eternal E, Hairy Eyeball, The Groover, Hell Bent for Hell, Rachel, A Dog’s Prayer, Blast, The Black Rider, Slurpee, Flipper, The Viper, Bitch, Fried, Harmonia, U.S.A., The Tracer, Envelope Woman, Plastic Guy, Glasgow 3am, The Road Is Long, Funkified, Rigamarole, Depresso, The Streets Are Hot Tonite, Dawn At 16, Spazmatazz, Fucker, In the Arms of Sheep, Speed, 77, Me Rock You Snow, Feelium, Is Alex Milton, Rubberman, Spacer, Rock Me, Weeping Willowly, Rings, So So Pretty, Lucky Lad, Jackboot, Milieu, Disconnected, Let Your Lazer Love Light Shine Down, Phreak, Porkbelly, Robot Lover, Jimmy James, America, Slinkeepie, Dummy Tum Tummy, Fakir, Jake, Camaro, Moonkids, Make It Fungus, V-8 und Die.
Rachel klingt ähnlich wie der Song X.Y.U. von Mellon Collie and the Infinite Sadness und ist offenbar eine frühe Version von diesem. Außerdem ist Disconnected eine noch unvollständige Instrumentalversion des Songs The Aeroplane Flies High (Turns Left, Looks Right).
Die Vollversionen von Feelium, Knuckles, New Waver, Zoom, Phang, Blast und Speed erschienen auf der erweiterten Neuauflage von Mellon Collie and the Infinite Sadness 2012.
Die Stücke Milieu, Jackboot, Rings, The Groover und Star Song erschienen als Vollversion auf der Wiederveröffentlichung von The Aeroplane Flies High 2013.
Der James-Iha-Song So So Pretty erschien als Vollversion auf der inoffiziellen deutschen Auflage zu Machia II - Friends And Enemies Of Modern Music.

## Kritiken
Laut Rolling Stone ist The Aeroplane Flies High die Anthologie 1 der Smashing Pumpkins, ein Pendant zu Mellon Collie and the Infinite Sadness, das einen Einblick in die außergewöhnlichen kreativen Ausbrüche Corgans bietet. Mellon Collie sei eine transformierende Erfahrung für die Band gewesen und Aeroplane zeige, wie sehr die Kürbisse dennoch bereit sind, künstlerische Risiken einzugehen. Schon die Übung der Anthologisierung dieses Materials sei größenwahnsinnig. Aber die Balladen so wunderschön wie alles, was Corgan sonst je geschrieben hat.
„Die Kiste enthält auch kleine, nachdenkliche Stücke mit einem Hauch von Gitarrenriffs aus dem Corporate-Rock der 70er Jahre.“ - Tom Moon, Rolling Stone

## Besetzung
- Billy Corgan – Gesang, Gitarren, Klavier, Produktion
- James Iha – Gitarren; Gesang auf ...Said Sadly, A Night Like This, The Boy, Believe, und The Bells; Produktion
- D’arcy Wretzky – Bass, Gesang auf Dreaming und The Bells, Produktion
- Jimmy Chamberlin – Schlagzeug

### Sessionmusiker
- Keith Brown – Klavier
- Bill Corgan, Sr. – Gitarrensolo auf The Last Song
- Nina Gordon – Gesang auf ...Said Sadly
- Chris Martin – Klavier
- Eric Remschneider – Cello auf The Bells
- Adam Schlesinger – Klavier auf The Bells
- Dennis Flemion – Instrumente auf Medellia of the Gray Skies
- Jimmy Flemion – Instrumente auf Medellia of the Gray Skies

### Produktion
- Andy Chase – Toningenieur
- John Craig – Illustrationen
- Paul Eledge – Fotografie
- Flood – Produktion, Toningenieur, Mix
- Jeff Lane – Mix
- Tommy Lipnick – Toningenieur
- Jeff Moleski – Toningenieur, Mix
- Tommy Moleski – Toningenieur
- Alan Moulder – Produktion, Mix
- J. Nicholas – Mix Assistent
- Frank Olinsky – Design
- Neil Perry – Mix
- Claudine Pontier – Toningenieur
- Russ Spice – Toningenieur
- Howie Weinberg – Mastering
- Martin White – Toningenieur
- Yelena Yemchuk – Fotografie, Zero-Cover